# Eric Allin Cornell
Eric Allin Cornell (n. 19 decembrie 1961, Palo Alto, California, SUA) este un fizician american, laureat al Premiului Nobel pentru Fizică în 2001 împreună cu Wolfgang Ketterle și Carl Wieman pentru realizarea condensării Bose-Einstein în atomi alcalini și pentru studii preliminare fundamentale asupra proprietăților condensatelor.